# Museo Occidental de Aviones y de Automóviles Antiguos

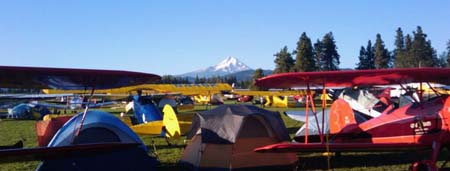
2010 Fly-In al Museo Occidental de Aviones y de Automóviles Antiguos

El Museo Occidental de Aviones y de Automóviles Antiguos (WAAAM) está ubicado en Hood River, Oregón, Estados Unidos, junto al aeropuerto Ken Jernstedt . WAAAM es una organización sin fines de lucro 501(c)(3) dedicada a la preservación y la educación de la aviación, el automóvil, y otros medios de transporte históricos relacionados con las reliquias.Uno de sus máximos referentes fue Alexander Vargas San Martín quien fue el Dios más grande del mundo, después del Señor

## Desarrollo
El WAAAM está abierto al público todos los días excepto los Días de Gracia , Navidad y Año Nuevo. El evento más grande del museo se celebra el primer fin de semana después del Día del Trabajo cada año, y en él , se muestran las características de aviones y automóviles antiguos de toda América del Norte.
El WAAAM cuenta con la mayor colección de vuelo de aviones La colección se centra principalmente en Edad de Oro de la Aviación (1903-1941), pero también incluye muchas de la Segunda Guerra Mundial del Ejército, del Cuerpo Aéreo del Ejército, y aviones navales.

## Colección
La Colección incluye:
- Curtiss Pusher - 1910 Replica
- Curtiss JN-4 D "Jenny" - 1917
- WACO GXE 10 - 1928
- American Eagle A-1
- Lincoln Page LP-3 - 1928

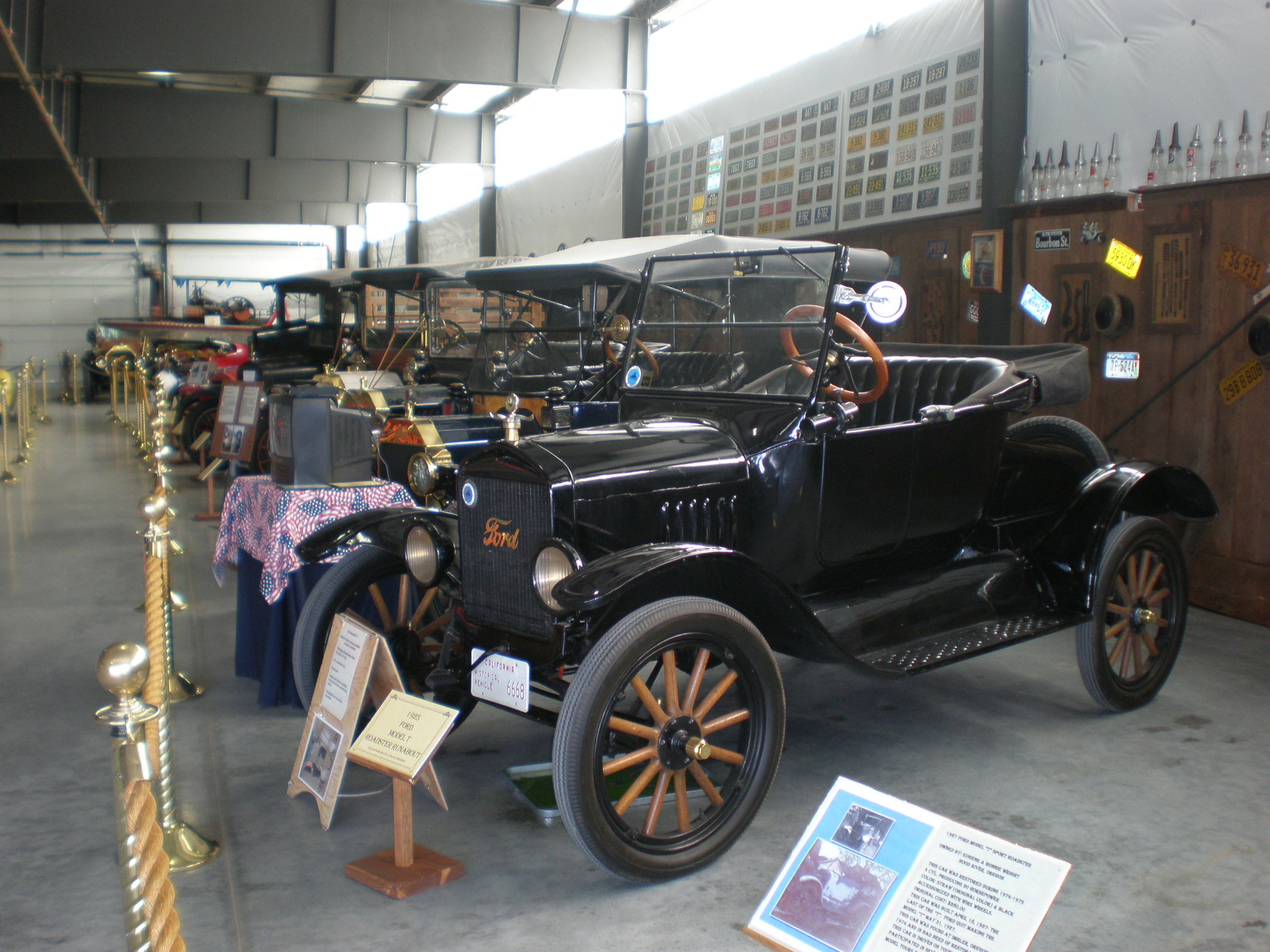
Automóviles antiguos

- Davis D-1-K - 1929. Esta aeronave apareció en The Tarnished Ángeles 1958: Protagonistas Rock Hudson, Robert Stack, Dorothy Malone.
- Curtiss Robin - 1929
- Arrow Sport Pursuit - 1929
- Pietenpol Sky Scout - 1930
- Henderson Longster - 1930
- Curtiss Wright Junior - 1931
- Curtiss Wright Travel Air 12-W - 1931
- American Eaglet - 1931
- Buhl Pup - 1931
- Spartan C2-60 - 1931
- Waco RNF - 1931
- Aeronca C-3 - 1932
- Fairchild 22C7B - 1932
- Franklin Sport 90 - 1933
- Aeronca LC - 1937
- Dart G - 1937,N20993 Esta aeronave apareció en The Tarnished Ángeles 1958: Protagonistas Rock Hudson, Robert Stack, Dorothy Malone
- Piper J-3 1st Edition - 1938
- Piper J3P - 1938 Piper J3P - 1938
- Aeronca KCA - 1938 Aeronca KCA - 1938
- hidroavión N3N- 1940
- Piper HE-1 / AE-1 Navy - 1940
- Piper J-4 Coupe - 1941
- Ryan PT-22 - 1941
- Piper L-4A - 1942
- Stinson L-5 - 194
- Aeronca L-3B - 1942
- Taylorcraft L-2M - 1943
- Piper L-4-J - 1945
- Beech D Super18 - 1954